# Cổ vật Quimbaya
Cổ vật Quimbaya dùng để đề cập đến vài chục vật thể bằng vàng được tìm thấy ở Colombia, do nền văn minh Quimbaya, có niên đại khoảng 1000 TCN tạo ra, một vài trong số đó (được gọi là máy bay Quimbaya). Toàn bộ các bức tượng nhỏ, có kích thước từ 2 đến 3 inch (5 đến 7,5 cm), được đúc bằng hỗn hợp vàng và đồng gọi là tumbaga, được tìm thấy ở vùng lân cận sông Otún ở Colombia. Bị gán ghép nhầm cho văn hóa Quimbaya, chúng thực sự được tạo ra bởi những cư dân của vùng Tolima. Hiện vật được trưng bày trong Bảo tàng Vàng ở Bogotá. Do sự giống nhau của một số hiện vật với hình dạng của máy bay hiện đại, một vài người theo thuyết phi hành gia cổ đại, như Erich von Däniken và Robert Steven Thomas, đã cố gắng chứng minh rằng chúng là mô hình của những chiếc máy bay thời tiền sử từng được du khách ngoài hành tinh sử dụng đến thăm Trái Đất.

## Lịch sử

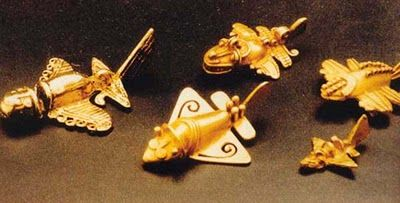
Máy bay thời tiền Columbus, Chim Otún, là những cổ vật bằng vàng và đồng đặc trưng của văn hóa Quimbaya.

Trong số nhiều bức tượng trang sức của nền văn hóa Quimbaya được tìm thấy ở Colombia hiện nay, có một số tương tự như động vật bay. Chúng được gọi là Chim Otún (tiếng Tây Ban Nha: Pájaros del Otún), tại nơi phát hiện ra mẫu đầu tiên trong số đó, đó là sông Otún thuộc vùng Risaralda. Năm 1969, Bảo tàng Nghệ thuật Thành phố New York đã tổ chức một cuộc triển lãm các hiện vật tại Bảo tàng Vàng (tiếng Tây Ban Nha: Museo del Oro) ở Bogotá, trong đó có Chim Otún được đem ra trưng bày. Lần đầu tiên thu hút sự chú ý của chúng giống với máy bay là nhà kim hoàn người Mỹ Emanuel Staub từng đến thăm triển lãm này. Ông đã tạo ra một số bản sao mà sau này trao lại cho Ivan Sanderson, một nhà tự nhiên học, nổi tiếng về việc nghiên cứu động vật bí ẩn học và các đồ tạo tác không phù hợp với niên đại, đã tự đặt ra thuật ngữ này, trong một buổi thuyết trình cá nhân về loài sinh vật congamato ở Cameroon.
Sau khi phân tích những lựa chọn khả dĩ, A. Sanderson đã đi đến kết luận rằng những hiện vật thu được không thể là hình dạng phóng to, như đã được giả định trước đây, và rất có thể là máy bay theo như mô tả. Để làm rõ nhận định, ông bèn thăm hỏi ý kiến từ một chuyên gia khí động học nổi tiếng, một trong những nhà phát triển mẫu máy bay trực thăng Bell, Arthur Middleton Young, và kỹ sư Không quân Mỹ Jack A. Ullrich. Các câu trả lời trực tiếp trái ngược và, do đó, không loại trừ tính chính xác của phỏng đoán, điều này đã thúc đẩy A. Sanders đến với một số ấn phẩm. Kết quả đó khiến dư luận quan tâm nhiều đến "máy bay thời tiền Columbus" bằng vàng. Khoảng ba chục hình ảnh tương tự đã được tìm thấy trong các bảo tàng khác nhau trên khắp thế giới.
Thông qua những nỗ lực của những người ủng hộ thuyết phi hành gia cổ đại, và đặc biệt là Erich von Däniken, ý tưởng về máy bay thời tiền Columbus đã trở nên phổ biến đến mức chúng thậm chí còn được chọn là một trong những biểu tượng của Hội Nghiên cứu Khảo cổ học, Du hành Vũ trụ và Tìm kiếm trí thông minh ngoài Trái Đất (tiếng Anh: Archaeology, Astronautics and SETI Research Association (AAS RA)).

## Phục dựng máy bay Quimbaya
Năm 1994, kỹ sư hàng không Đức Peter Belting và Conrad Lubbers đã tạo ra các mô hình điều khiển vô tuyến cỡ lớn với hình dáng giống hệt các hiện vật ở Columbia. Họ đã thí nghiệm và kết quả cho thấy các mô hình này đều có thể bay được với các động cơ cánh quạt điện đơn giản và động cơ phản lực.

## Quan điểm khoa học

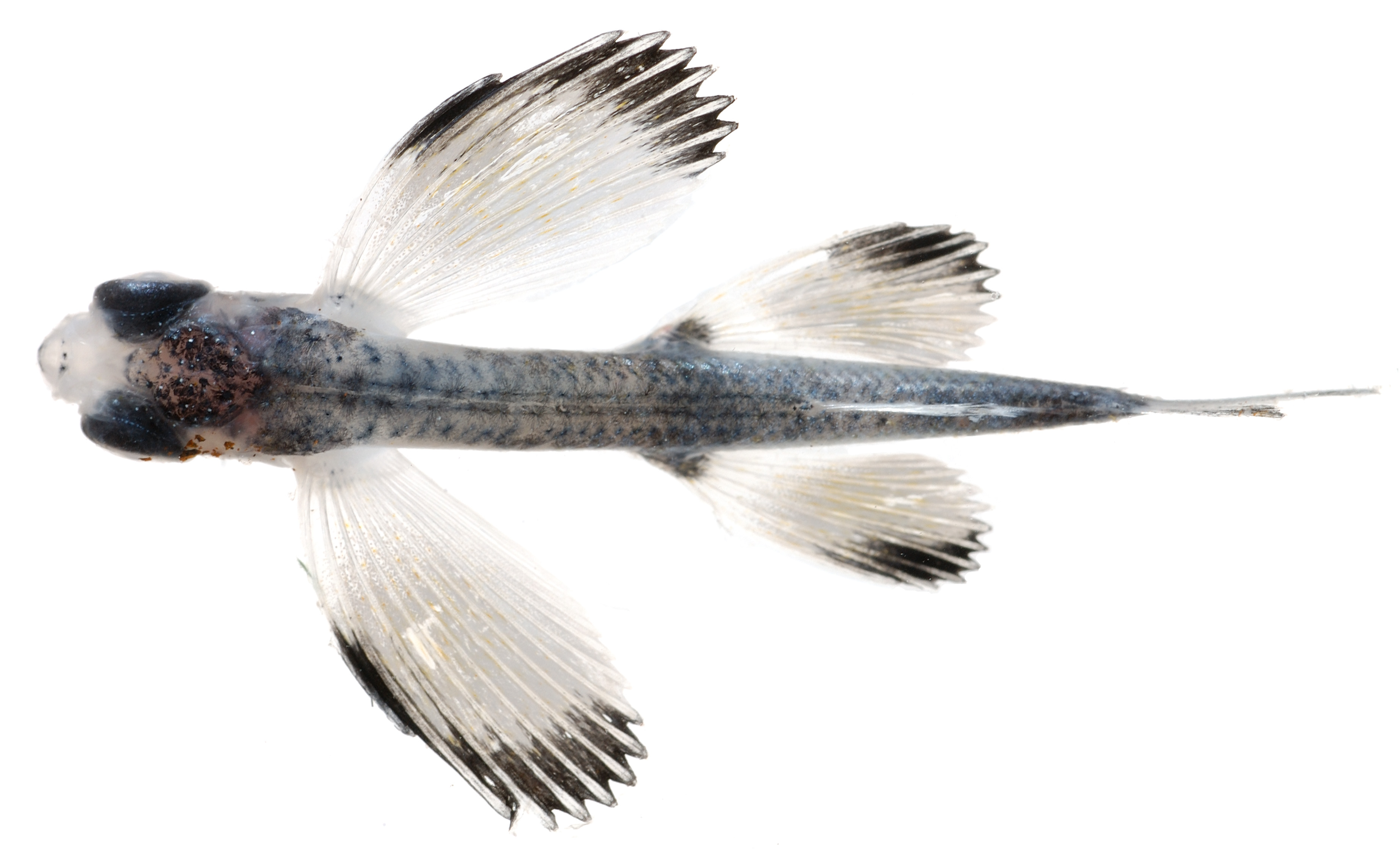
Một loài cá chuồn có hình dáng tương tự "máy bay Quimbaya".

Ý kiến của cộng đồng khoa học đã không trải qua bất kỳ thay đổi nào liên quan đến các ấn phẩm giật gân trên phương tiện truyền thông. Nó luôn coi những hình ảnh có cánh của Quimbaya là sự cách điệu hình ảnh của chim chóc, thằn lằn, động vật lưỡng cư, cá chuồn và côn trùng tại khu vực đó. Trong số các lý lẽ cho sự thất bại của ý tưởng "máy bay thời tiền Columbus" thường được đưa ra như sau:
- Trong số các hiện vật kim loại của các nền văn hóa này, chỉ có những cái nhỏ, ví dụ như dao, hoặc vật trang trí, nhưng không có cơ chế hoạt động.
- Việc tạo ra một chiếc máy bay hiện đại đòi hỏi phải thành thạo nhiều quy trình công nghệ, ví dụ, cán hoặc hàn, nhưng không có gì tương tự được tìm thấy trong vùng này.
- Tạo ra một chiếc máy bay hiện đại đòi hỏi phải sản xuất nhiều kim loại khác nhau, ví dụ như titan hoặc nhôm, không tìm thấy trong các nền văn hóa này.
- Hàng không đòi hỏi phải có sẵn cơ sở hạ tầng - sản xuất nhiên liệu, vận hành sân bay, điều mà nơi đây không có.
- Các đồ tạo tác kim loại mà các nền văn hóa này tạo ra thường là những vật nhỏ trang trí hoặc thực tế như dao.
- Xem xét rằng thép chưa được biết đến vào thời điểm của những cổ vật này, đồng không phải là vật liệu tốt để chế tạo máy bay.
- Động cơ đốt trong và nhiên liệu chưa tồn tại trong thời kỳ này.
- Không tìm thấy đường băng nào dành riêng cho các mẫu máy bay này.
- Khi các cổ vật được so sánh với các cổ vật tương tự khác cùng thời, hầu hết đã được xác định là cá và côn trùng. Một số ít không thể xác định tích cực với một động vật cụ thể không tạo thành một số lượng đủ lớn của quần thể hiện vật để ngoại suy kết luận có ý nghĩa thống kê.